# کیشی‌وادا، اوساکا
کیشی‌وادا در استان اوساکا در کشور ژاپن  واقع شده‌است  که دارای جمعیت ۲۰۰٬۵۳۸ نفر و مساحت ۷۲٫۲۴ کیلومتر مربع با تراکم جمعیت ۲٬۷۷۶  نفر در کیلومترمربع است و در تاریخ ۱ نوامبر ۱۹۲۲ به عنوان شهر شناخته شد.